# Elasmus
Elasmus – rodzaj błonkówek z rodziny wiechońkowatych i podrodziny Eulophinae.
Takson ten opisany został w 1833 roku przez Johna Obadiaha Westwooda. Wcześniej klasyfikowany był we własnej, monotypowej rodzinie Elasmidae.
Ciało klinowatego kształtu. Czułki mają u samic trójczłonowy, a u samców czteroczłonowy trzonek. Tarczka pozbawiona jest rowków grzbietowych, natomiast posiada blaszkowaty wyrostek tylny. Środkowa para odnóży z bardzo silnie zgrubiałymi i bocznie spłaszczonymi biodrami oraz szczoteczkowatymi kępkami krótkich, tęgich szczecin na goleniach. Przednia para skrzydeł jest wąska i wydłużona. Żyłka stygmalna jest na nich wielokrotnie krótsza niż żyłka submarginalna, która zbliża się do marginalnej.
Większość gatunków to ektopasożyty gąsienic i poczwarek motyli.
Rodzaj kosmopolityczny, przy czym większość gatunków występuje w Starym Świecie.
Do rodzaju tego należy około 200 gatunków, w tym:
- Elasmus acuminatus Girault, 1915
- Elasmus angeliconini Girault, 1940
- Elasmus anius Walker, 1846
- Elasmus apus Girault, 1920
- Elasmus aquila Girault, 1912
- Elasmus arcuatus Ferrière, 1947
- Elasmus arumburinga Girault, 1920
- Elasmus auratiscutellum Girault, 1915
- Elasmus australiensis Girault, 1912
- Elasmus bellicaput Girault, 1923
- Elasmus bicolor (Fonscolombe, 1840)
- Elasmus biroi Erdös, 1964
- Elasmus bistrigatus Graham, 1995
- Elasmus broomensis Naumann & Sands, 1984
- Elasmus cairnsensis Girault, 1913
- Elasmus centaurus Girault, 1920
- Elasmus cervus Girault, 1940
- Elasmus ciopkaloi Novicky, 1929
- Elasmus concinnus Riek, 1967
- Elasmus consummatus Girault, 1915
- Elasmus cyaneicoxa Girault, 1912
- Elasmus cyaneilla Girault, 1913
- Elasmus cyaneus Girault, 1912
- Elasmus cygnus Girault, 1920
- Elasmus cyprianus Ferrière, 1947
- Elasmus divinus Girault, 1913
- Elasmus doddi Girault, 1913
- Elasmus dumasi Girault, 1920
- Elasmus ero Girault, 1920
- Elasmus fasciatipes Girault, 1915
- Elasmus fictus Girault, 1915
- Elasmus firdonsini Girault, 1922
- Elasmus flabellatus (Fonscolombe, 1832)
- Elasmus flavinotus Girault, 1915
- Elasmus flavipostscutellum Girault, 1912
- Elasmus flavipropleurum Girault, 1940
- Elasmus formosus Girault, 1912
- Elasmus froudei Girault, 1922
- Elasmus fulviceps Graham, 1995
- Elasmus funereus Riek, 1967
- Elasmus genalis Graham, 1995
- Elasmus grimmi Girault, 1920
- Elasmus ignorabilis Girault, 1913
- Elasmus impudens Girault, 1912
- Elasmus inkaka Girault, 1920
- Elasmus insolitidens Girault, 1930
- Elasmus insularis Girault, 1912
- Elasmus jocosus Girault, 1940
- Elasmus kurandaensis Girault, 1913
- Elasmus lividus Girault, 1913
- Elasmus longiclava Graham, 1995
- Elasmus longifasciativentris Girault, 1922
- Elasmus maculatipennis Girault, 1913
- Elasmus maderae Graham, 1976
- Elasmus mandibularis Girault, 1913
- Elasmus margipostscutellum Girault, 1915
- Elasmus margiscutellum Girault, 1915
- Elasmus masii Ferrière, 1929
- Elasmus maurus Graham, 1995
- Elasmus minnehaha Girault, 1913
- Elasmus minor Girault, 1912
- Elasmus muscoides Girault, 1915
- Elasmus nativus Girault, 1940
- Elasmus neofunereus Riek, 1967
- Elasmus nigriscutellum Girault, 1912
- Elasmus nowickii Ferrière, 1947
- Elasmus nudus (Nees, 1834)
- Elasmus obscurus Förster, 1861
- Elasmus pavo Girault, 1920
- Elasmus phaeoscius (Riek, 1967)
- Elasmus phthorimaeae Ferrière, 1947
- Elasmus picturatus Girault, 1915
- Elasmus pictus Girault, 1915
- Elasmus platyedrae Ferrière, 1935
- Elasmus polistis Burks, 1971
- Elasmus pretiosus Girault, 1920
- Elasmus queenslandicus Girault, 1913
- Elasmus quingilliensis Girault, 1912
- Elasmus richteri Girault, 1922
- Elasmus rufiventris Ferrière, 1947
- Elasmus schmitti Ruschka, 1920
- Elasmus semipallidipes Girault, 1940
- Elasmus serenus Girault, 1912
- Elasmus silvensis Girault, 1920
- Elasmus solis Girault, 1940
- Elasmus speciosissimus Girault, 1912
- Elasmus splendidus Girault, 1912
- Elasmus steffani Viggiani, 1967
- Elasmus stellatus Girault, 1913
- Elasmus subauriceps Girault, 1922
- Elasmus telicotae Dodd, 1917
- Elasmus tenebrosus Riek, 1967
- Elasmus trifasciativentris Girault, 1915
- Elasmus unguttativentris Girault, 1915
- Elasmus unicolor (Rondani, 1877)
- Elasmus vesubiellae (Milličre, 1877)
- Elasmus vicinus Girault, 1912
- Elasmus virgilii Girault, 1922
- Elasmus virgo Girault, 1920
- Elasmus viridiceps Thomson, 1878
- Elasmus voltairei Girault, 1920
- Elasmus westwoodi Giraud, 1856